# Nie lubię poniedziałku
Nie lubię poniedziałku is een Poolse filmkomedie uit 1971 onder regie van Tadeusz Chmielewski.

## Verhaal
Meerdere inwoners van Warschau lijden aan de maandagziekte. Onder hen bevinden zich ook een ongelukkige Italiaan op een regeringsmissie en een liefdadige Poolse Amerikaan.

## Rolverdeling
| Acteur                | Personage                        |
| --------------------- | -------------------------------- |
| Kazimierz Witkiewicz  | Francesco Romanelli              |
| Zygmunt Apostoł       | Kunstenaar                       |
| Bogusz Bilewski       | Chauffeur                        |
| Mieczysław Czechowicz | Dief                             |
| Andrzej Gawroński     | Władek                           |
| Andrzej Herder        | Politieagent                     |
| Joanna Kasperska      | Joanna                           |
| Juliusz Kalinowski    | Grootvader                       |
| Teofila Koronkiewicz  | Oude vrouw                       |
| Mitchell Kowall       | Mroz                             |
| Halina Kowalska       | Marianna                         |
| Wacław Kowalski       | Kraanbestuurder                  |
| Hilary Kurpanik       | Automobiliste                    |
| Czesław Lasota        | Assistent van de kraanbestuurder |
| Henryk Łapiński       | Adjunct-directeur                |
| Bohdan Łazuka         | Zichzelf                         |
| Wanda Majerówna       | Vrouw in de straat               |
| Adam Mularczyk        | Taxichauffeur                    |
| Andrzej Nardelli      |                                  |
| Lech Ordon            | Priester                         |
| Kazimierz Rudzki      | Directeur                        |
| Bengt Scotland        | Passagier                        |
| Irena Skwierczyńska   | Grootmoeder                      |
| Zbigniew Sulikowski   | Zoon van de politieagent         |
| Zdzisław Szymański    | Bewaker                          |
| Jerzy Turek           | Zygmunt Bączyk                   |